# Institut de la Charité
L'institut de la Charité (en latin : Institutum Charitatis) dont les membres sont aussi appelés Rosminiens est une congrégation cléricale de droit pontifical.

## Histoire
La congrégation est fondée le 20 février 1828 au sanctuaire du Mont Sacré de Domodossola par le prêtre et philosophe italien Antoine Rosmini (1797-1855). En 1835, sur proposition de Charles-Albert de Sardaigne, le pape Grégoire XVI leur confie l'abbaye Saint-Michel-de-la-Cluse et approuve l'institut le 20 septembre 1839. Un collège est fondé en 1839 pour les jeunes garçons à Stresa et un autre pour les plus âgés à Domodossola en 1873. Rosmini fonde une maison à Trente ainsi qu'à Rovereto en 1835 et Vérone en 1849, mais elles sont fermées par le gouvernement autrichien après quelques années. En 1906, les rosminiens acceptent la charge de la basilique Santi Ambrogio e Carlo al Corso de Rome où ils sont toujours.

## Activités

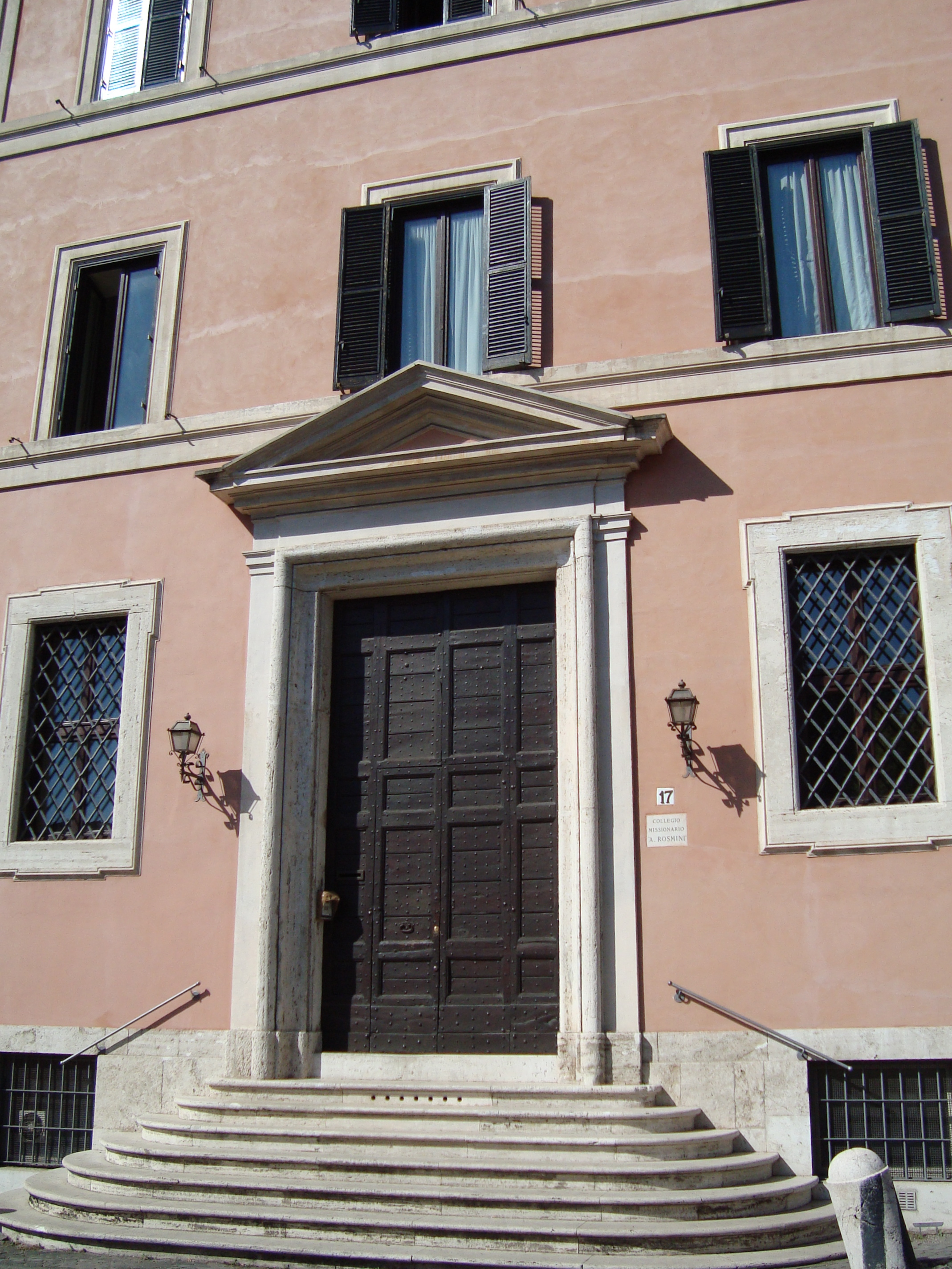
Le bâtiment du Collegio missionario rosmini sur la via Latina à Rome.

Les rosminiens se dédient aux soins des paroisses et à l'animation de centres spirituels, à l'enseignement et aux missions.
Ils sont présents en : Italie, États-Unis, Inde, Irlande, Nouvelle-Zélande, Royaume-Uni (avec le fameux Ratcliffe College en Angleterre), Tanzanie, Venezuela.
La maison généralice et le collège missionnaire rosmini se situe via Latina à Rome dans des bâtiments attenants à l'église San Giovanni a Porta Latina.

## Personnalités de la congrégation
- William Lockhart (1820-1892), anglican britannique converti au catholicisme.
- Jean-Marie Charles-Roux (1914-2014), prêtre traditionaliste français.

## Controverses
- Voir affaires sur mineurs dans la version anglaise.